# Tierpark (métro de Berlin)
Tierpark est une station de la ligne 5 du métro de Berlin. Elle est située dans le quartier de Friedrichsfelde, aux portes du jardin zoologique, à Berlin en Allemagne.

## Situation sur le réseau

Plan du métro.

La station Strausberger Platz de la ligne 5 du métro de Berlin, est située entre la station Friedrichsfelde au nord-ouest, en direction du terminus Hauptbahnhof, et la station Biesdorf-Süd à l'est, en direction du terminus Hönow.
Elle dispose des deux voies de la ligne, encadrées par deux quais latéraux.

## Histoire
Peu de temps après l'ouverture du jardin zoologique en 1955, le directeur Heinrich Dathe demande qu'une liaison ferroviaire soit réalisée, afin d'épargner aux visiteurs de longs chemins. Un an après, on conçoit la prolongation aérienne de la ligne E de la station Friedrichsfelde au Treskowallee avec aussi un terminus au château de Friedrichsfelde. Bien que cette solution aurait été beaucoup moins cher qu'un prolongement souterrain, elle est rejetée, car une station dans le quartier de Karlshorst est prioritaire et le projet jugé trop simple. Par conséquent, la première station de métro après Friedrichsfelde sera Tierpark. À la fin des années 1960, la planification d'une liaison ferrée est relancée mais sous la forme d'une prolongation du tramway, car on estime que l'ouverture de la station de la gare de Berlin-Lichtenberg est satisfaisante. Le 19 septembre 1969, un projet est présenté aux administrateurs de la VEB. Après quatre ans de travaux, la station Tierpark est mise en service le 25 juin 1973 devant la nouvelle entrée principale du zoo.
Comme dans les années 1980, il n'existe toujours pas de liaison ferroviaire pour Karlshorst, on convertit l'ancienne voie de chemin de fer de Hellersdorf. Après l'extension de la ligne 5 en juillet 1988, la voie de demi-tour ne sert plus que pour les transports de travaux ou des convois spéciaux.
En décembre 2008, la station est rendue accessible aux personnes à mobilité réduite.

## Services aux voyageurs

### Desserte
Tierpark est desservie par les rames circulant sur la ligne 5 du métro.

Installations et desserte
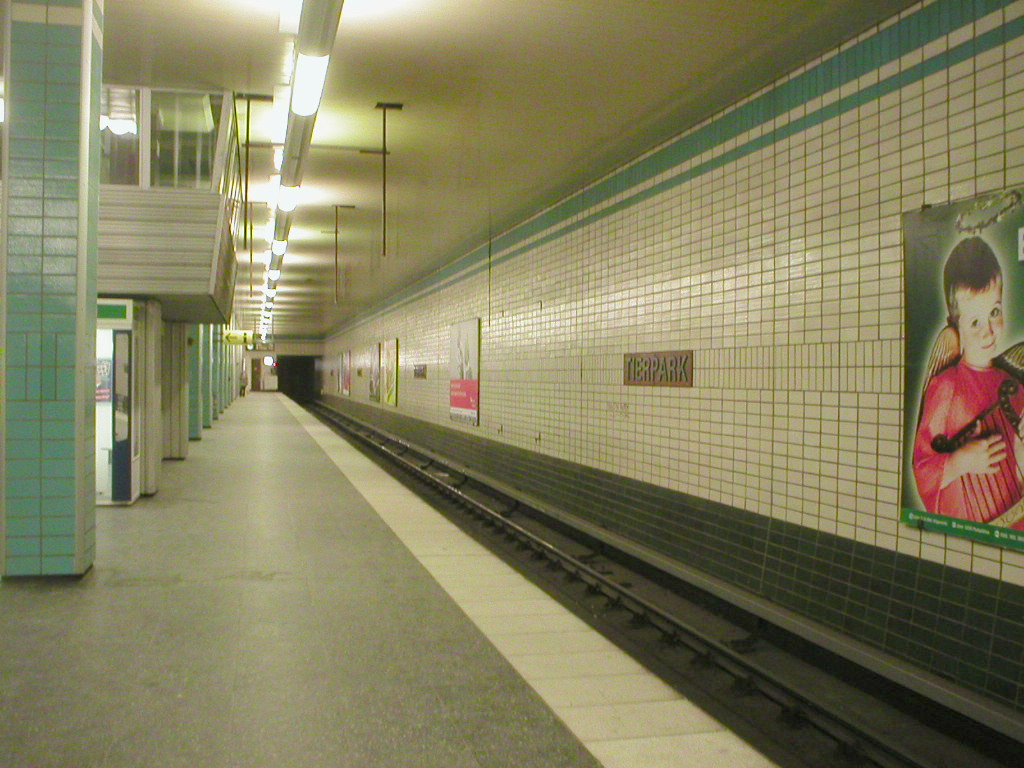
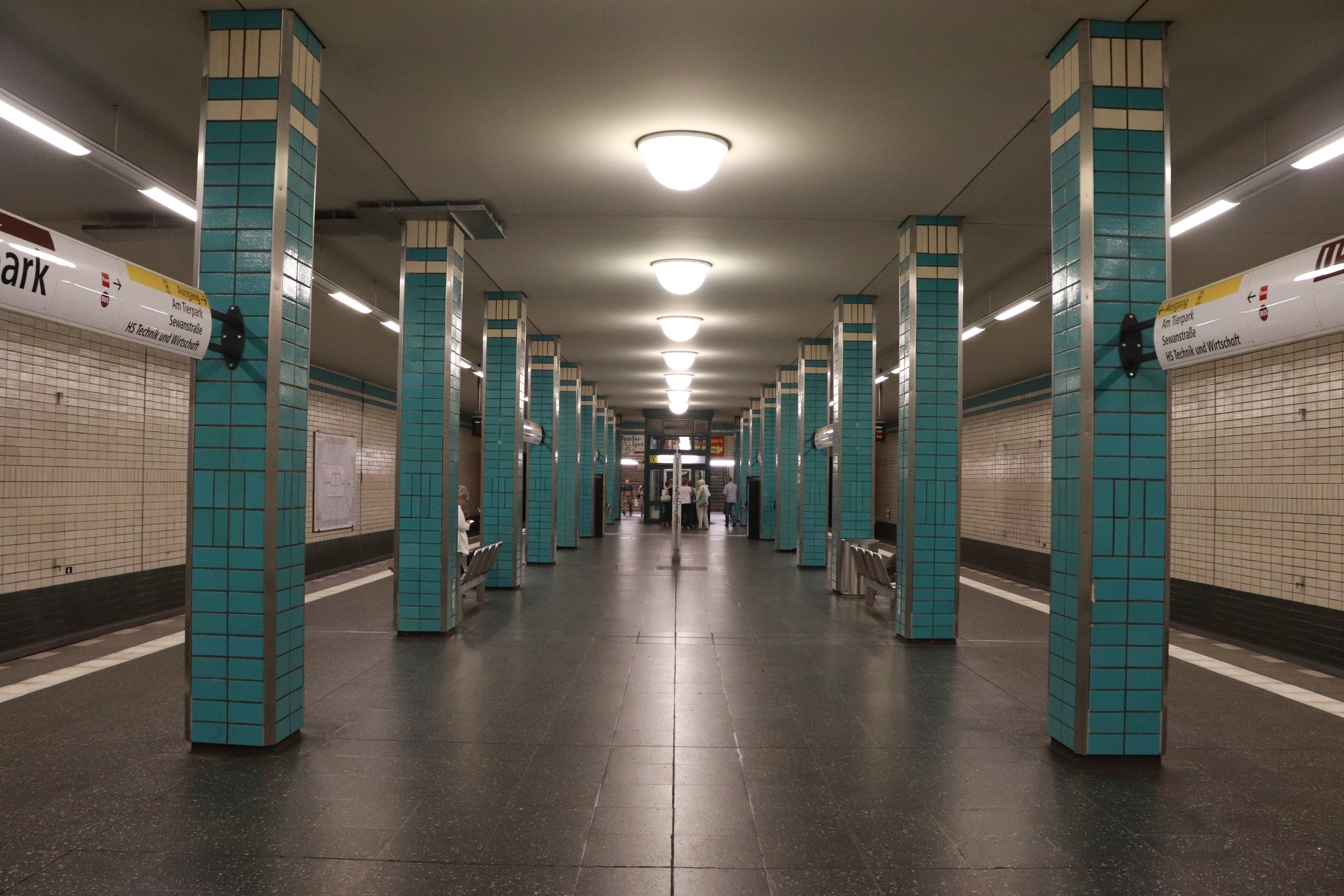
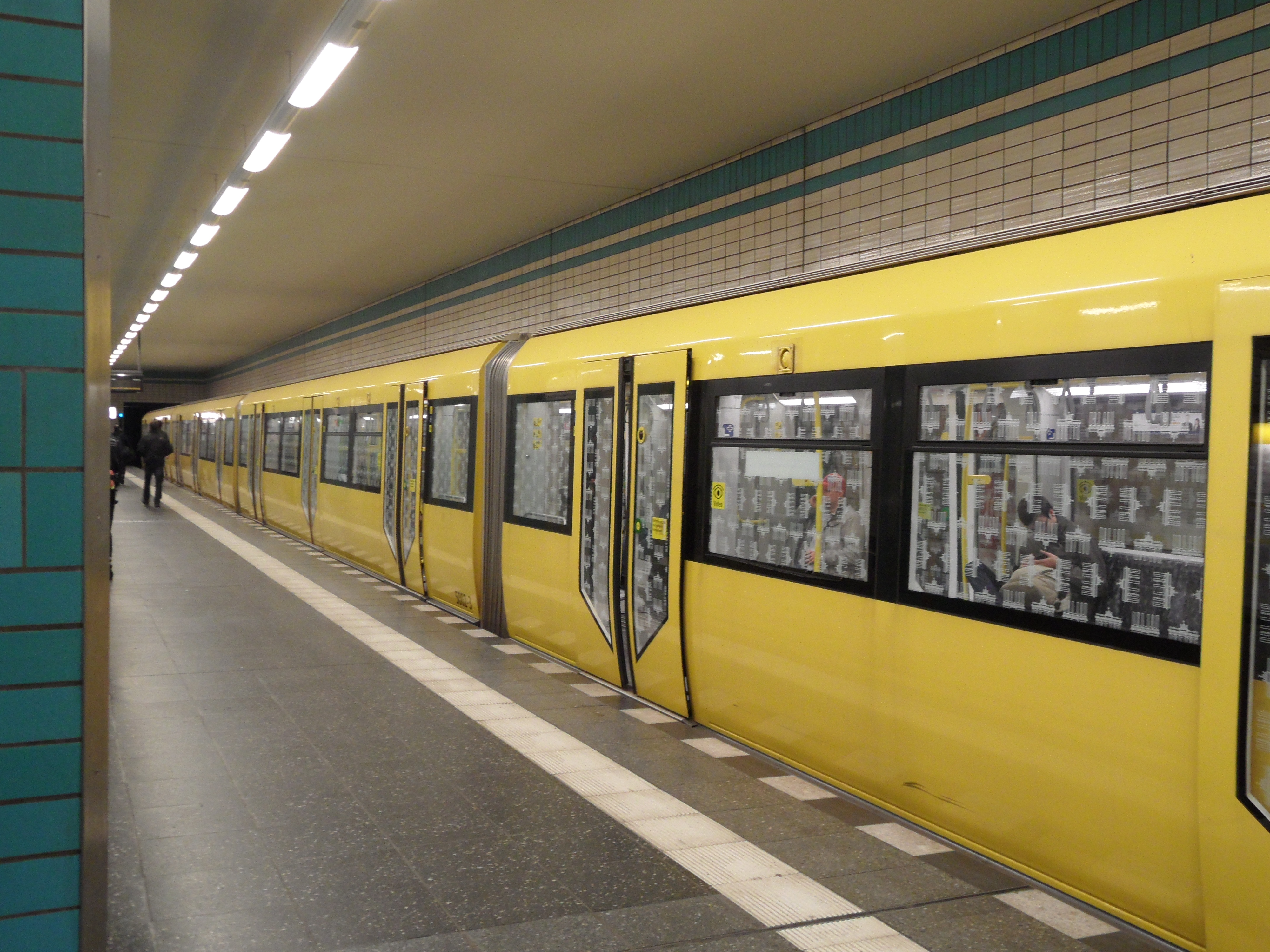

### Intermodalité
La station est en correspondance avec les lignes de tramways M17, 27 et 37, ainsi qu'avec la ligne d'autobus no 296 de la BVG.

## À proximité
- Parc zoologique de Berlin-Friedrichsfelde